# Émile Schuffenecker
Claude-Émile Schuffenecker (Fresne-Saint-Mamès, 1851. december 8. − Párizs, 1934. július 31.) francia posztimpresszionista festő, akit ma inkább műgyűjtőként és kortársai patrónusaként tartanak számon. Habár nem volt vagyonos ember, támogatta Paul Gauguint, Émile Bernard-t és Charles Filigert. Olyan férfiként jellemezte magát, aki a partvonalra került, de ott − keserűség és vágyakozás nélkül − otthonra talált.

## Élete
Schuffenecker családja 1852-ben költözött Párizsba, két évvel később megszületett öccse, Amédée. Anyja, Anne Monnet ugyanebben az évben elhagyta családját, és Meudonba költözött. A két gyereket  anyai nagynénjük, Anne Fauconnet Monnet és férje, Pierre Cornu nevelte fel. Schuffenecker 1872. február 28-án kezdett dolgozni a Bertin tőzsdeügynökségnél. 1880-ban feleségül vette unokatestvérét, Louise-Virginie Lançont. 1881-ben megszületett lányuk, Jeanne-Joséphine, 1884-ben pedig fiuk, Paul. Felesége 1899-ben kezdeményezte válásukat, amely 1903-ban történt meg, a gyerekek felügyeleti jogát a nő kapta. Fia 1918-ban meghalt. Schuffenecker 1933-ban megkapta a Becsületrendet. Unokája, Jacques Schuffenecker szintén festő lett, realista és posztkubista stílusban alkotott.

## Pályafutása

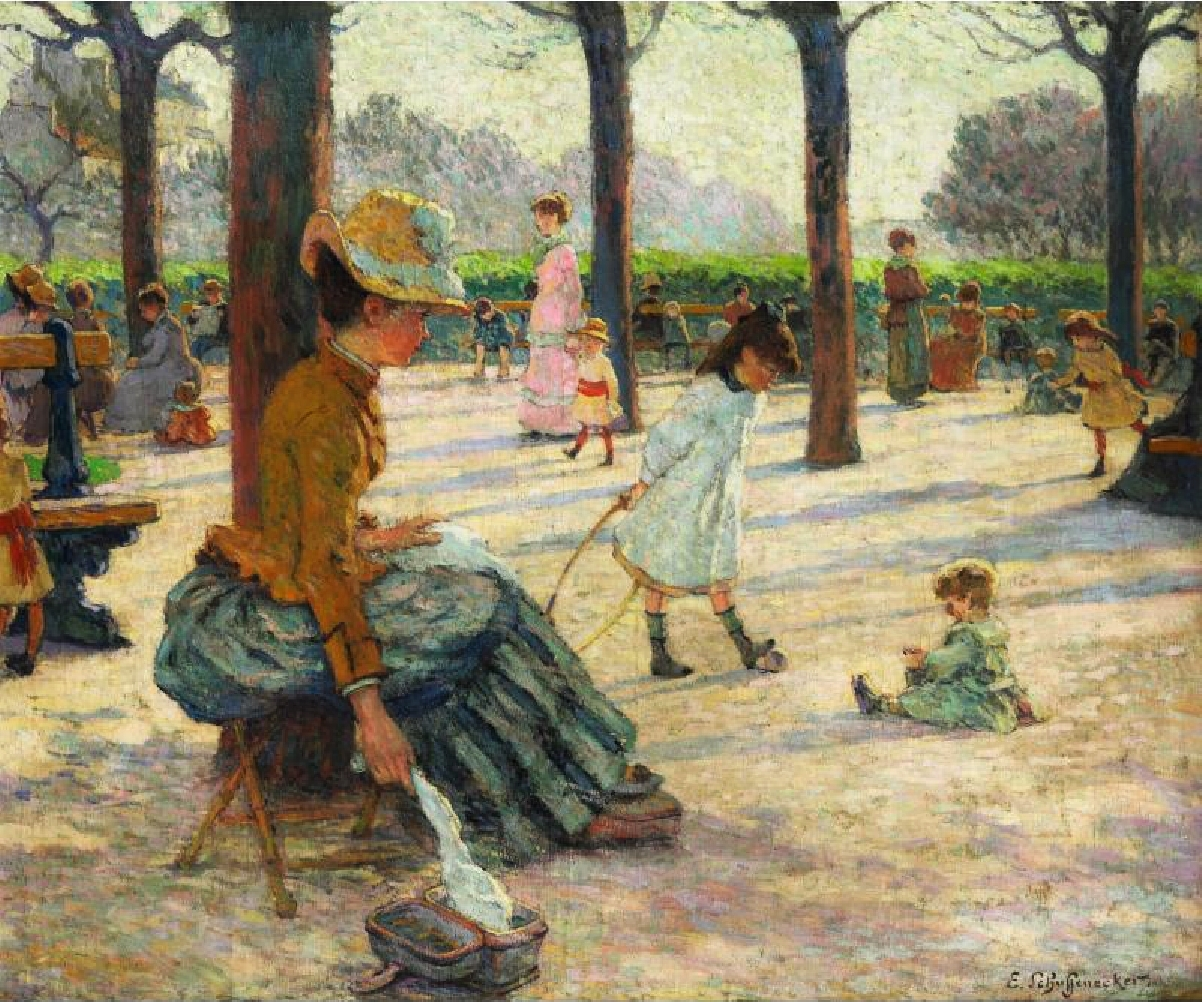
Schuffeneckerː Luxembourg kert (1886-1888)

Rajzával 1868-ban első helyezett lett a Párizs városa által kiírt versenyen. 1866-tól Paul Baudrytól, 1869-tól Alexandre Athanese Grellet-től, 1872-től Émile Auguste Carolus Durantól tanult. 1872-ben a l’Académie Suisse, 1873-ban a l’Académie Calorossi képzőművészeti előadásait látogatta. 1872-ben a Bertin tőzsdeügynökségen megismerkedett az ott dolgozó Paul Gauguinnel. Schuffenecker 1877–1881-ben kiállított a hivatalos képzőművészeti tárlaton, a Salonban. 1877–1879-ben mint Grellet tanítványa, 1880-ban mint Baudry, 1881-ben mint Baudry és Duran tanítványa szerepelt a katalógusban.
1882-ben, a tőzsde összeomlása miatt kénytelen volt kilépni állásából, és rajztanárként megélni, miközben tovább dolgozott festőként. 1914-ig tanított Vanves-ban barátjával, Louis Roy-jal. 1882-ben és 1883-ban a Salon kurátorai visszautasították benyújtott alkotásait. 1886-ban részt vett az impresszionisták nyolcadik kiállításán, a katalógus szerint kilenc műve volt megtekinthetőː két-két tanulmány, figurális kép és csendélet, valamint három havas tájkép. Egyes források szerint Camille Pissarro úgy vélte, munkái nem elég érdekesek a kiállításhoz, és ezzel Gauguin is egyetértett. Más források szerint mindkét alkotó részvételre biztatta a művészt.
1884-ben egyik alapítója volt a független művészek szövetségének (La Société des Artistes Indépendants) Albert Dubois-Pillet-vel és Odilon Redonnal, ugyanebben az évben részt vett a szervezet első kiállításának (Salon des Indépendants) megszervezésében. A független tárlatok rendszeres résztvevője lett a haláláig. 1926-ban retrospektív, 1935-ben posztumusz kiállítást rendeztek műveiből.
Az 1885 körül és az utána következő években festett alkotásain felismerhető a pointillista Georges Seurat hatása. A posztimpresszionizmussal feltehetően Émile Bernard révén ismerkedett meg. Schuffenecker képei mindazonáltal nem nevezhetők pointilistának, az apró pöttyök helyett nagyobbakat, valamint rövid, egyenes ecsetvonásokat használt, amelyek váltogatása fényessé és élettelivé teszik alkotásait. Elképzelhető, hogy ez inkább Armand Guillaumin hatásának tudható be.
Az 1880-as évek elején Schuffenecker csatlakozott a pont-aveni festőiskolához, majd Párizsba való visszaköltözése után lakása a művészek találkozóhelye lett. 1889-ben Gauguin és Paul Sérusier is az ő műtermét használta. Összebarátkozott Maurice Denis-szel és Charles Lavallal. 1898-ban Schuffenecker és Gauguin szervezésében rendeztek egy impresszionista és szintetista kiállítást (L’exposition d’oeuvres du groupe impressionnistes et synthétiques) a Volpini kávéházban. A tárlat a világkiállítás „alternatívája” volt, ott ugyanis nem engedték meg képeik bemutatását. Schuffenecker húsz képet állított ki. A bemutatkozó művészek többsége a pont-aven-i iskolához tartozott. A stílus elnevezése, a szintetizmus innen ered. Gauguin egy levelében azt tanácsolta neki, hogy ne merítsen túl sokat a természetből, inkább az álmokra és a teremtésre fókuszáljon. 1889-től Schuffenecker új stílusban, szimbolistaként kezdett festeni. Odilon Redonnal, annak 1916-os haláláig, rendszeresen együtt festett. Élete egyetlen önálló tárlatát 1896-ban tartották a párizsi Librarie de l’Art Indépendant-ban. Tizenhét festményt, 21 pasztellképet és három rajzot állított ki.

### Kapcsolata Gauguinnel
Schuffenecker és Gauguin a Bertinnél kötött barátságot. Schuffenecker rábeszélte Gauguint, hogy vasárnaponként fessenek együtt és közösen tanulmányozzák a Louvre mesterműveit. 1873 és 1878 között ugyanazokat a műtermeket, például az Académie Colarossit látogatták. Schuffenecker Gauguin Émile nevű fia, míg Gauguin barátja Paul nevű fia keresztapja lett. Gauguin 1884-ben Dániába költözött, de rendszeres kapcsolatban maradtak. Gauguin 1885 júniusában tért vissza Dániából családja nélkül, és ekkortól Schuffenecker többször segítette ki pénzzel, lakásában szállással. 1889-ben barátságuk megromlott, de csak 1895-ben szakítottak egymással véglegesen. Gauguin 1889-es képén, amely a Schuffenecker családot ábrázolja, kifejezetten rosszindulatúan festette meg a házaspárt.

## A műgyűjtő
Schuffenecker az elsők közé tartozott, akik Vincent van Gogh-képet vásároltak. Gyűjteményében volt festmény Paul Cezanne-tól, Edgar Degas-tól, Charles-François Daubignytól, Eugène Delacroix-tól, Gauguintól, Redontól és Bernard-tól. 1880-ban nagyobb örökséghez jutott, így növelhette kollekcióját. 1904-ben, válása után, eladta gyűjteményét öccsének, abban a reményben, hogy a kollekciói így egyben marad, Amédée azonban kereskedni kezdett velük. Halála után a két testvért megvádolták van Gogh képeinek hamisításával.

## Alkotásai

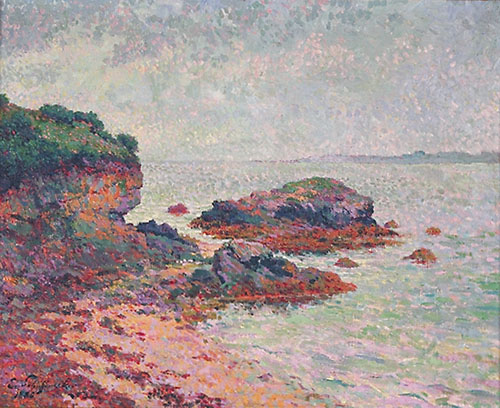
Bretagne-i táj
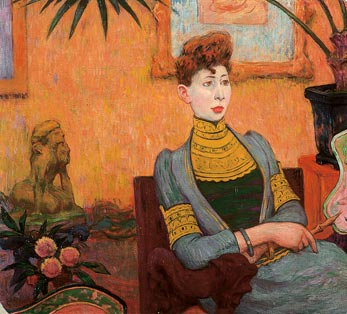
Champsaur asszony portréja
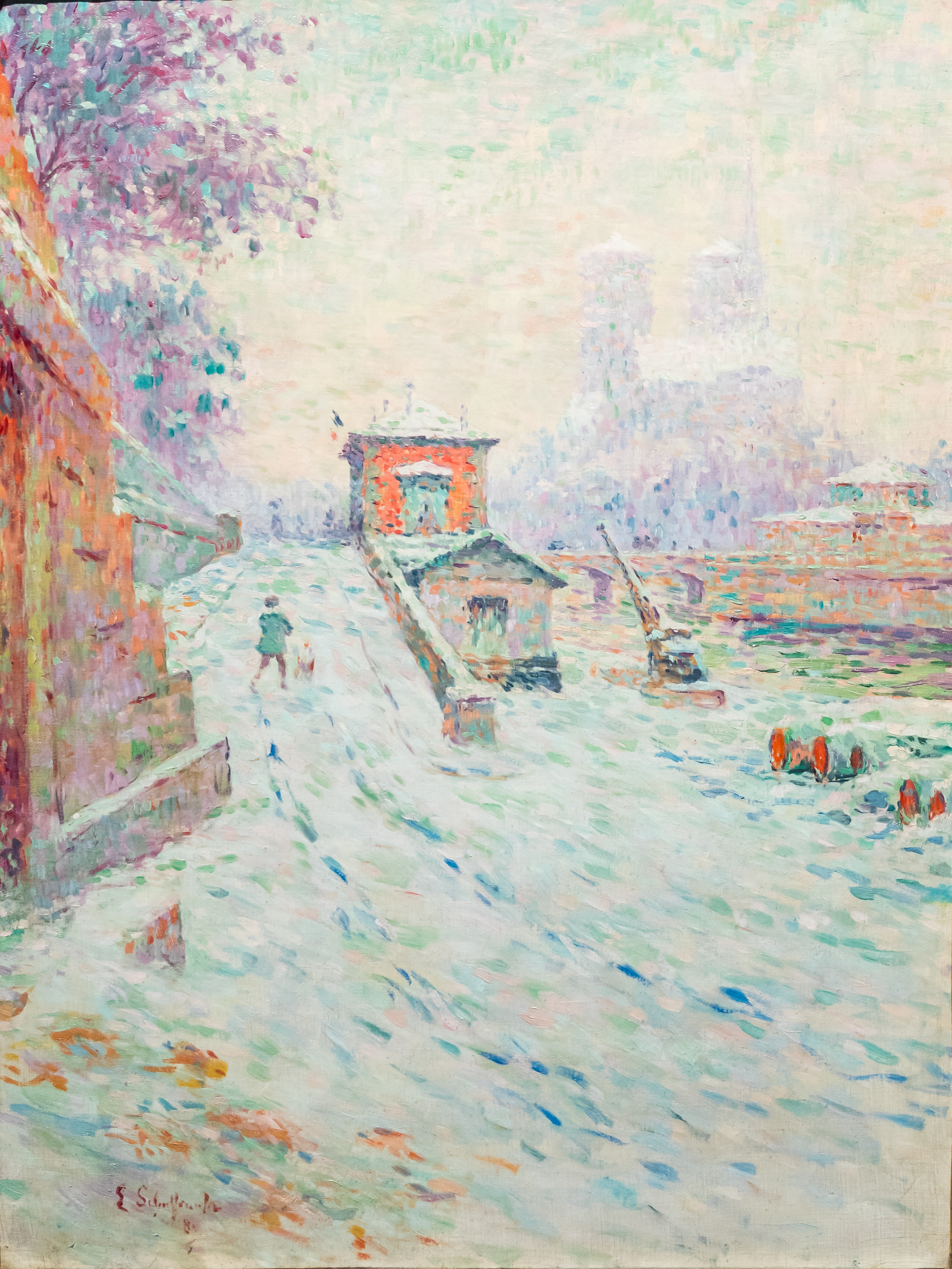
A Notre-Dame
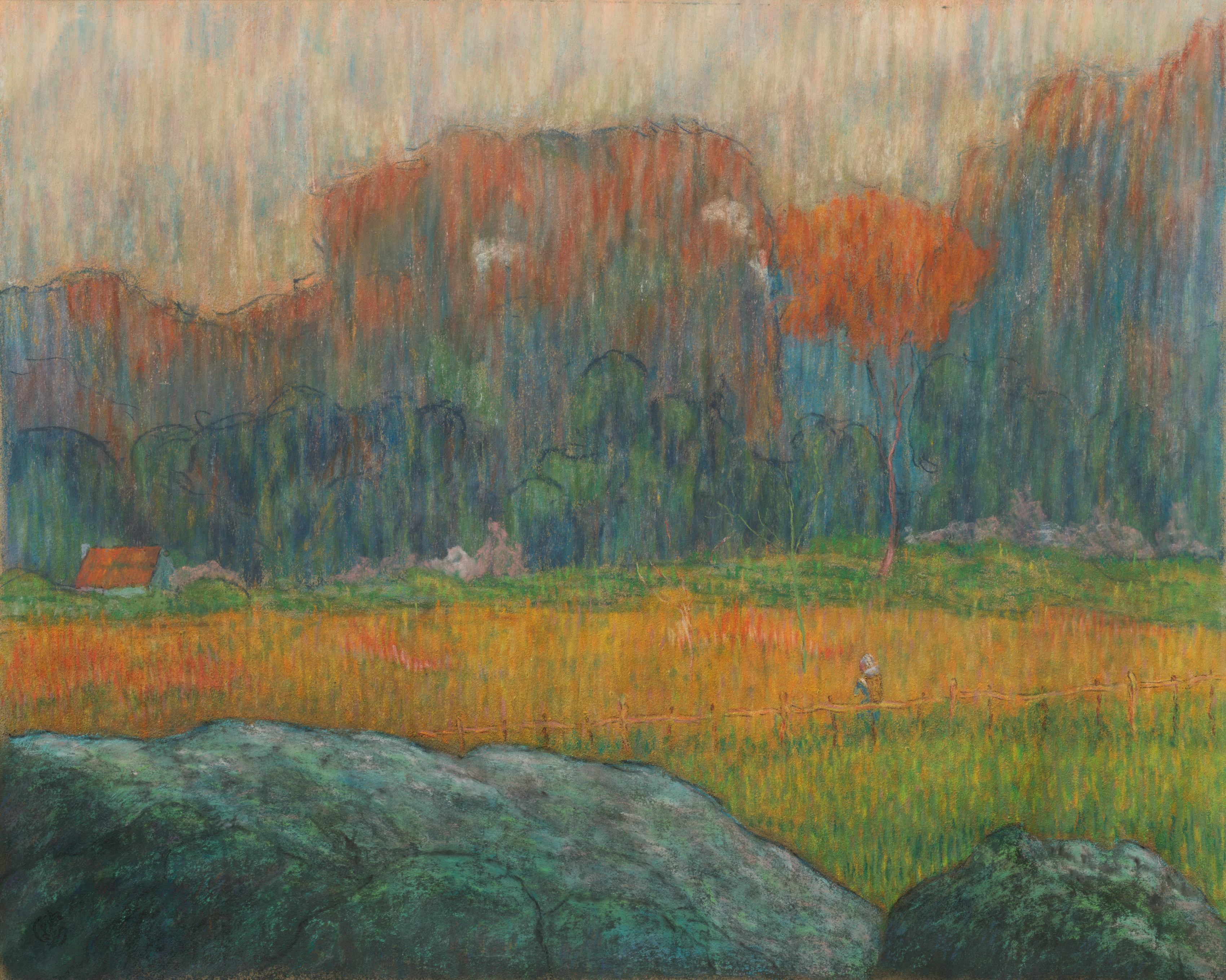
Tájkép alakkal, házzal
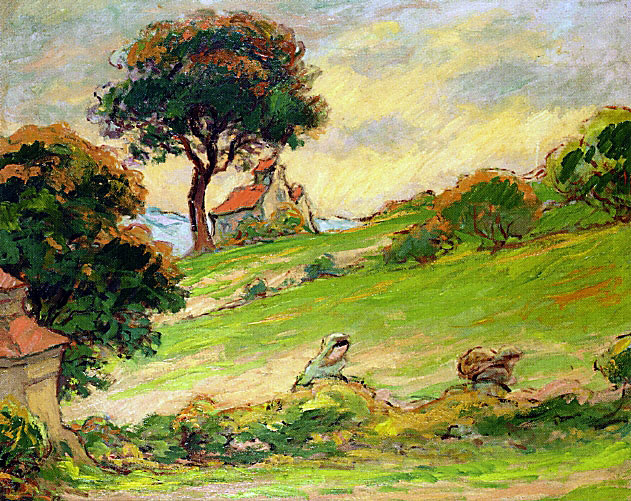
Breton tájkép
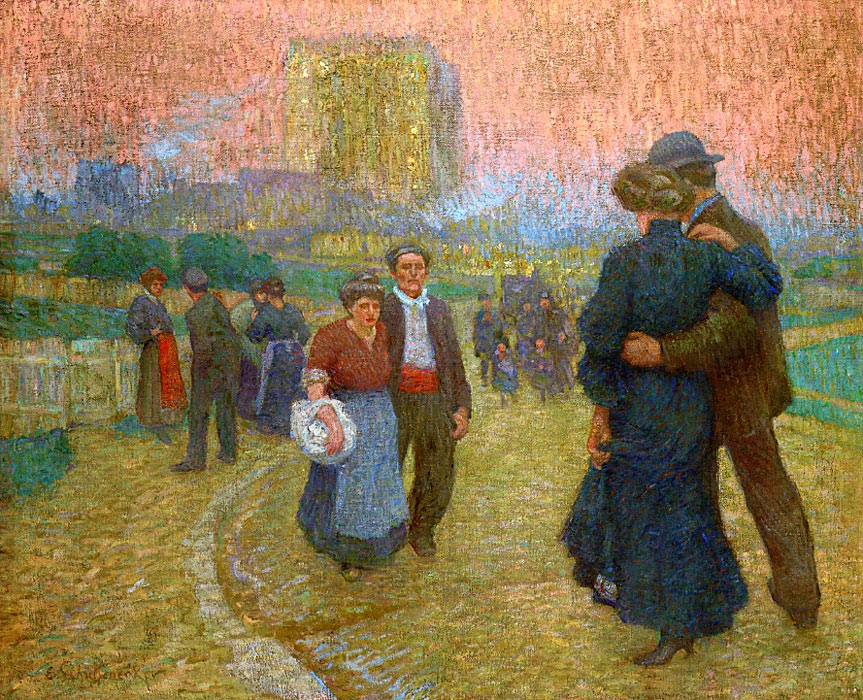
1888-as zsánerkép
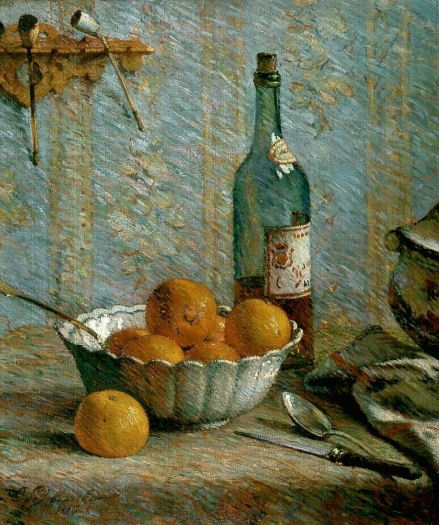
Csendélet